# Ctenitis nigrovenia
Ctenitis nigrovenia är en träjonväxtart som först beskrevs av Hermann Christ och fick sitt nu gällande namn av Edwin Bingham Copeland. Ctenitis nigrovenia ingår i släktet Ctenitis och familjen Dryopteridaceae. Inga underarter finns listade.